# Oliver Nelson
Oliver Edward Nelson (St. Louis, 4 de junho de 1932 – Los Angeles, 28 de outubro de 1975) foi um saxofonista, clarinetista, arranjador e compositor de jazz estadunidense.
É muito conhecido pelo seu álbum The Blues and the Abstract Truth, lançado pela Impulse! em 1960/1961, frequentemente citado como um dos álbuns mais representativos daquela era. A principal peça do álbum é a versão definitiva da composição Stolen Moments, do próprio Nelson. Outras importanstes gravações do início dos anos 1960 são More Blues and the Abstract Truth e Sound Pieces, ambas também pela Impulse!.

## Biografia

### Começo da vida e carreira
Oliver Nelson nasceu numa família musical. Seu irmão era um um saxofonista que tocava com Cootie Williams nos anos 1940 e sua irmã cantava e tocava piano. Nelson começou a aprender a tocar piano aos seis anos de idade e, com onze, iniciou-se no saxofone. Começando a carreira em 1947, tocou em bandas em Saint Louis e arredores antes de se juntar à Louis Jordan Band, em que permaneceu de 1950 a 1951 tocando saxofone alto e fazendo arranjos.
Em 1952, Nelson entrou para o serviço militar, tocando no naipe das madeiras da banda da 3.ª Divisão dos Marines, tendo tocado no Japão e na Coreia do Sul. No Japão, foi a um concerto da Orquestra Filarmônica de Tóquio e ouviu aSuíte Mamãe Gansa, de Maurice Ravel, bem como a Symphonia em E menor, de Paul Hindemith. Posteriormente, Nelson mencionou: "foi a primeira vez que ouvi música moderna de verdade, já que lá em St. Louis eu sequer sabia que negros eram proibidos de ir a concertos. Eu me dei conta de que nada tinha que soar necessariamente como Beethoven ou Brahms (...) E foi aí que eu resolvi me tornar compositor."
Nelson voltou para Missouri para estudar composição musical e teoria da música na Universidade Washington em St. Louis e na Lincoln University, graduando-se como mestre em 1958. Nelson também estudou com compositores como Elliott Carter, Robert Wykes e George Tremblay.
De volta a St. Louis, conheceu Eileen Mitchell, com quem se casou. O casal teve um filho, Oliver Nelson Jr., mas logo se divorciou. Depois da graduação , Nelson casou-se com Audrey McEwen, nativa de St. Louis, numa união que durou até a morte de Nelson. Com Audrey, teve um filho, Nyles.

### Virada na carreira
Depois de seis álbuns como líder, entre 1959 e 1961 pela Prestige, uma grande virada em sua carreira veio com The Blues and the Abstract Truth, álbum gravado pela Impulse! Records, no qual figuram Eric Dolphy, Roy Haynes e Freddie Hubbard. Esse álbum colocou o nome de Oliver Nelson ao lado dos grandes compositores e arranjadores. Subsequentemente, gravou vários álbuns notáveis com big-band, incluindo Afro-American Sketches e Full Nelson.
Nelson trabalhou como arranjador em discos de grandes grupos para Thelonious Monk, Cannonball Adderley, Sonny Rollins, Eddie "Lockjaw" Davis, Johnny Hodges, Wes Montgomery, Buddy Rich, Jimmy Smith, Billy Taylor, Stanley Turrentine, Irene Reid e Gene Ammons. A música de Sonny Rollins para o filme britânico Alfie (1966) foi arranjada por Nelson para o álbum homônimo de Rollins. Também conduziu diversas big-bands de prestígio em performances ao vivo entre 1966 e 1975.  Nelson continuou a tocar como solista nesse período, agora com foco no saxofone soprano.
Em 1967, Nelson mudou-se para Los Angeles, de modo a estar perto da indústria do cinema e da televisão, para que começou a compor. Os projetos na TV incluem as séries The Six Million Dollar Man, Ironside, Night Gallery, Columbo  e Longstreet. Dentre os filmes, pode-se citar Death of a Gunfighter (1969), Skullduggery (1970), Dial Hot Line (1970), Zig Zag (1970) e The Alpha Caper (1973). Além disso, arranjou músicas de Gato Barbieri para O Último Tango em Paris (1972). Nesse tempo, também arranjou e produziu álbuns para artistas do pop, como Nancy Wilson, James Brown, The Temptations e Diana Ross.
Parelamente a suas aparições com as big-bands (em Berlim, Montreux, Nova Iorque e Los Angeles), manteve um grupo menor com John Klemmer, Ernie Watts, Freddie Hill e Frank Strozier, que realizou, em 1969 uma digressão pela África patrocinada pelo Departamento de Estado dos Estados Unidos. Menos conhecido é o facto de que Nelson compôs diversas peças sinfônicas e também que era profundamente envolvido na educação, retornando à sua alma mater, a Universidade de Washington, no verão de 1969 para um trabalho de cinco semanas do qual também participaram figuras como Phil Woods, Mel Lewis, Thad Jones, Roland Hanna, John Cotter e Ron Carter. Dentre os estudantes participantes do evento de verão da Washington University estavam os saxofonistas Julius Hemphill, Oliver Lake e Hamiet Bluiett, que posteriormente co-fundaram, com David Murray, o World Saxophone Quartet.  O livro Patterns for Improvisation (Padrões de Improvisação), de autoria de Nelson, Patterns for Improvisation, foi publicado em 1966 e até hoje é muito conceituado.
Nelson morreu de um ataque do coração em 28 de outubro de 1975, com 43 anos.